# (2490) Bussolini
(2490) Bussolini es un asteroide perteneciente al cinturón de asteroides, descubierto el 3 de enero de 1976 por el equipo del Observatorio Félix Aguilar desde el Complejo Astronómico El Leoncito, San Juan, Argentina.

## Designación y nombre
Designado provisionalmente como 1976 AG. Fue nombrado Bussolini en honor al astrónomo y sacedorte jesuita argentino Juan Antonio Bussolini.